# 伊犁哈萨克自治州
伊犁哈薩克自治州（維吾爾語：ئىلى قازاق ئاپتونوم ئوبلاستى‎ / ），简称伊犁州，是中华人民共和国新疆維吾爾自治區下辖的自治州，位于新疆维吾尔族自治区的西北部，管辖塔城、阿勒泰两个地区和11个州直辖县级行政区。伊犁州直属地区汉族人口比例约35%，哈萨克族人口比例约22%。自治州人民政府驻伊寧市斯大林街60号。
目前，伊犁哈薩克自治州是中国唯一的既辖地级政区、又辖县级政区的自治州，历史上曾明确为行署区级自治州。但1987年《伊犁州人大和人委组织条例》废止及1988年行署区全面取消后，该州设置地区行署的法律依据问题、行政级别问题等失去法规层面依据。目前，该州自称属副省级建制，但该州州长、人大常委会主任按正地厅级配置，法院院长、检察院检察长按副地厅级配置。

## 历史
该地区曾由塞种人与烏孙人占据。552年，新兴的突厥首领土门灭柔然汗，在蒙古高原建立了突厥汗国，勢力範圍涵蓋現在的伊犁地區。同时，土门的弟弟室点密在此地區建立西突厥汗国，自称为可汗。牙帐设在今伊犁特克斯河流域，史称西突厥。后来，唐朝驻防伊犁，伊犁归北庭大都护府直接指挥。

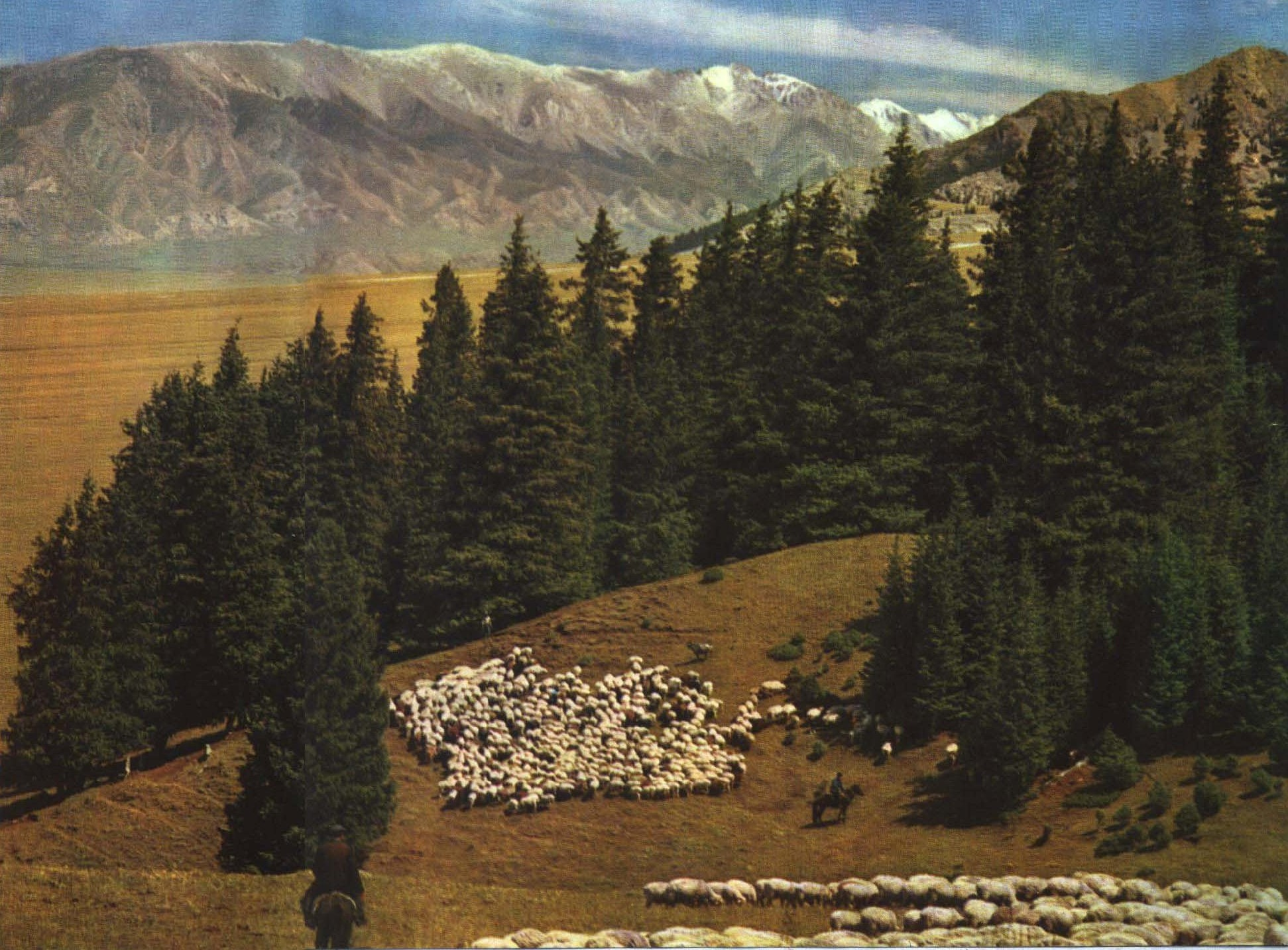
1963年的新疆伊犁

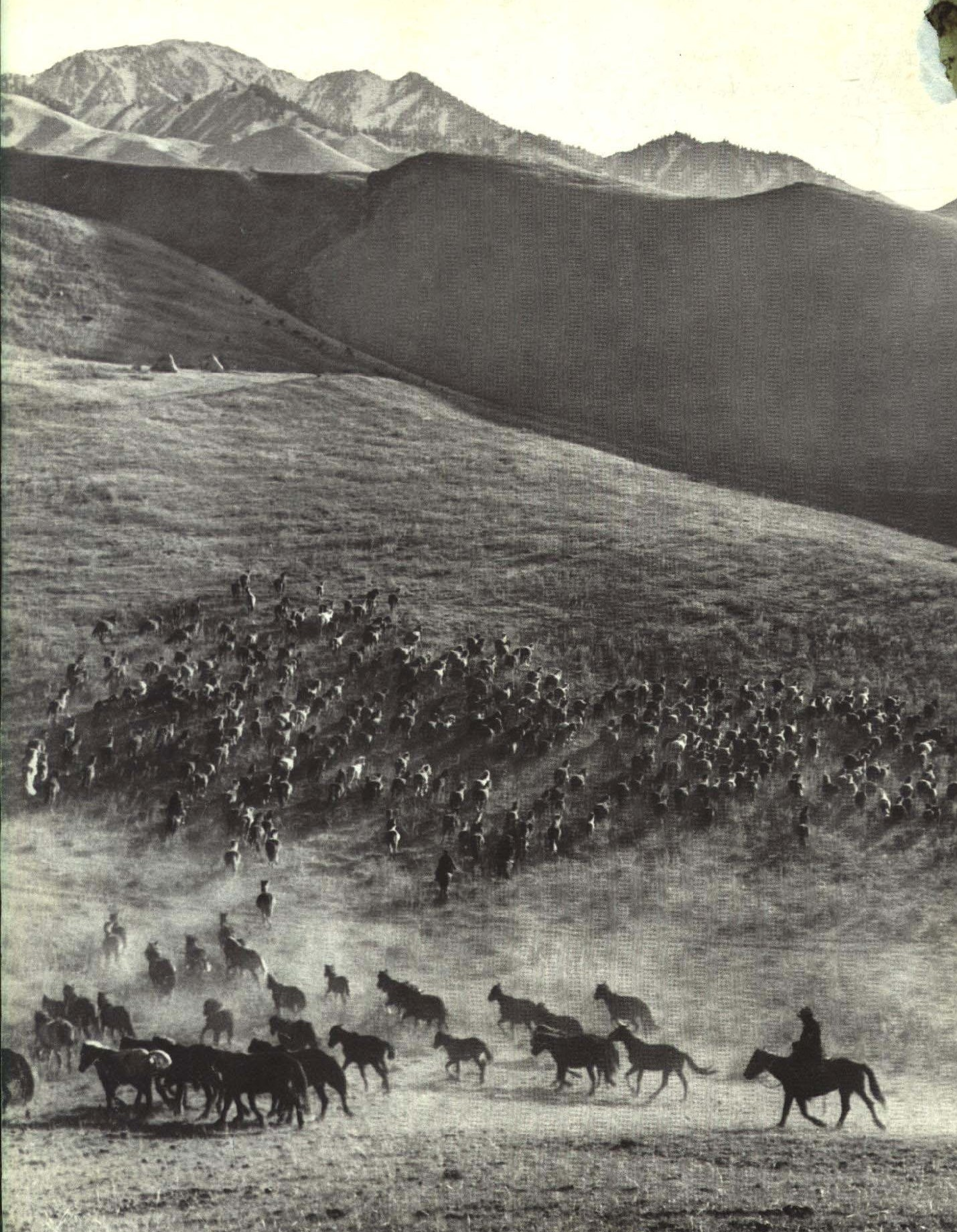
1964年 新疆伊犁马群

唐代后期時，伊犁地方的主体民族为突厥旧属葛逻禄部。葛逻禄与回纥联合建立了喀喇汗王朝。12世纪，东北契丹贵族耶律大石率部西迁，建立喀喇契丹。伊犁的葛逻禄部即臣服于西辽王朝。
13世纪初，成吉思汗统一漠北建立蒙古帝国，开始征服西域，公元1211年，伊犁河流域的葛逻禄部投附蒙古帝国。成吉思汗征服西域和中亚广大地区后，将伊犁等广阔土地分封给他的儿子察合台，史称察合台汗国，统治包括伊犁在内的新疆大部和中亚地区。16世纪，察合台系的蒙古王族已大部融合于信仰伊斯兰教的民族之中，即蒙兀兒人。
17世纪，进入新疆的瓦剌（又称厄鲁特）四部中的准噶尔逐渐取得统治地位以伊犁为根据地。1755年，清朝政府发兵攻打准噶尔部。1759年清朝统一西域后，1762年在伊犁设立了总统伊犁等处将军，作为当时新疆最高行政和军事长官，统辖天山南北各路。其中惠遠城为伊犁将军驻地，也是当时新疆政治、军事中心。
1944年9月，在伊犁、塔城、阿山（今阿勒泰）爆发由维吾尔人、哈萨克人发动的分离暴动「伊宁事变」（中共稱為三区革命），是新疆近代历史上一次规模较大的反對中央政府的武装叛乱。「伊宁事变」爆发在抗日战争后期，曾成立了「东突厥斯坦共和国」，背後由苏联资助。
于1948年8月1日，在阿合买提江·哈斯木的倡导下，成立了“新疆保卫和平民主同盟”（简称“新盟”），阿合买提江当选主席，阿不都克里木·阿巴索夫任新闻处长。“新盟”发表的成立宣言中，第一次把“东突厥斯坦”称为“新疆”。在三区革命政府的文件中，第一次把汉族同其他民族并列为革命动力，号召：“维吾尔、哈萨克、柯尔克孜、蒙古、汉、回、乌孜别克等民族，为了永远消灭实际上的无权的奴隶地位，并摆脱贫困、黑暗的生活而联合起来！”
1949年9月，新疆和平解放。10月12日，中国人民解放军进军新疆，20日进驻新疆省会迪化（今乌鲁木齐）。
1954年9月，伊犁地區、塔城地區和阿勒泰地區成立伊犁哈薩克自治州，由新疆維吾爾自治區管轄。
2001年，伊犁地区撤销，其下属各县划归自治州直辖。

## 地理
伊犁位于新疆西北部，天山以北，地处欧亚大陆腹地，地理位置处于北纬40°14'—49°10'45"，东经89°9'42"—91°01'，总面积268,591平方公里，占新疆总面积16.18%。从东北至西南与蒙古、俄罗斯、西面与哈萨克斯坦接壤，境内国境线长达2019千米，有霍尔果斯、巴克图、吉木乃等9个国家一类口岸。伊犁地缘区位优势突出，是新疆和全国向西开放的重要商埠和国际大通道。
伊犁全境山地83,632平方公里，丘陵62,989平方公里，平原102,974平方公里，沙漠20,439平方公里。境内由北向南排列着阿尔泰山、准噶尔山、天山三条主要山脉，三大山脉常年冰雪不化。阿尔泰山最高山峰高度4374米，雪线高程3,000-3,200米，冰川面积293.2平方公里，冰川储量164亿立方米。准噶尔山山峰高度3,500—3,700米。天山山脉(含博罗科努山、科古琴山、乌孙山、那拉提山)山峰高度7443米，雪线高程3,600-4,400米，冰川面积3,139平方公里，冰川储量1,185亿立方米。

## 政治

### 现任领导
| 机构     | · 中国共产党 · 伊犁哈萨克自治州 · 委员会 | 伊犁哈萨克自治州 人民代表大会 常务委员会 | 伊犁哈萨克自治州 人民政府 | · 中国人民政治协商会议 · 伊犁哈萨克自治州 · 委员会 |
| 职务     | 书记                                     | 主任                                     | 州长                      | 主席                                               |
| -------- | ---------------------------------------- | ---------------------------------------- | ------------------------- | -------------------------------------------------- |
| 姓名     | 杨秀理                                   | 尼牙孜·阿西木                            | 叶尔夏提·吐尔逊拜         | 赛尔建·乌合拜                                      |
| 民族     | 汉族                                     | 维吾尔族                                 | 哈萨克族                  | 哈萨克族                                           |
| 籍贯     | 湖北省枣阳市                             | 新疆维吾尔自治区疏勒县                   | 新疆维吾尔自治区特克斯县  | 新疆维吾尔自治区吉木乃县                           |
| 出生日期 | 1971年2月（54歲）                        | 1964年10月（60歲）                       | 1966年10月（58歲）        | 1963年8月（61—62歲）                               |
| 就任日期 | 2023年2月                                | 2022年2月                                | 2022年2月                 | 2017年2月                                          |

### 历任领导

#### 州委书记
- 赵天杰（2017年—2020年）
- 邱树华（现任）

#### 行政领导
伊犁哈萨克自治州人民委员会州长
1. 帕提汗·苏古尔巴也夫1954年11月—1955年6月
2. 贾和达·巴巴里科夫1955年6月—1957年2月；1957年2月—1958年5月
3. 库尔班阿里·乌斯曼诺夫1958年6月—1963年9月
4. 伊尔哈里·阿不力海依尔1963年9月—1966年5月

伊犁哈萨克自治州革命委员会主任
1. 钟良树 1969年5月—1970年5月
2. 王振中 1970年5月—1975年7月
3. 谢高忠（代理） 1975年7月—1975年9月
4. 贾那布尔·司马胡里1975年9月—1978年2月
5. 哈生别克·赛依提江1978年2月—1979年3月
6. 迪牙尔·库马什1979年3月—1983年4月

伊犁哈萨克自治州人民政府州长
1. 艾斯海提·克里木拜1988年5月—1993年5月
2. 别克木哈买提·木沙1993年4月—1998年3月
3. 阿勒布斯拜·拉合木1998年3月—2001年6月
4. 努尔兰·阿不都满金2002年3月—2003年1月
5. 柯赛江·赛力禾加2003年3月—2007年11月
6. 毛肯·赛提哈木扎2007年11月—2012年1月
7. 马宁·再尼勒2012年2月—2016年1月
8. 库尔玛什·斯尔江2016年2月至今[12][13][14]

### 行政区划

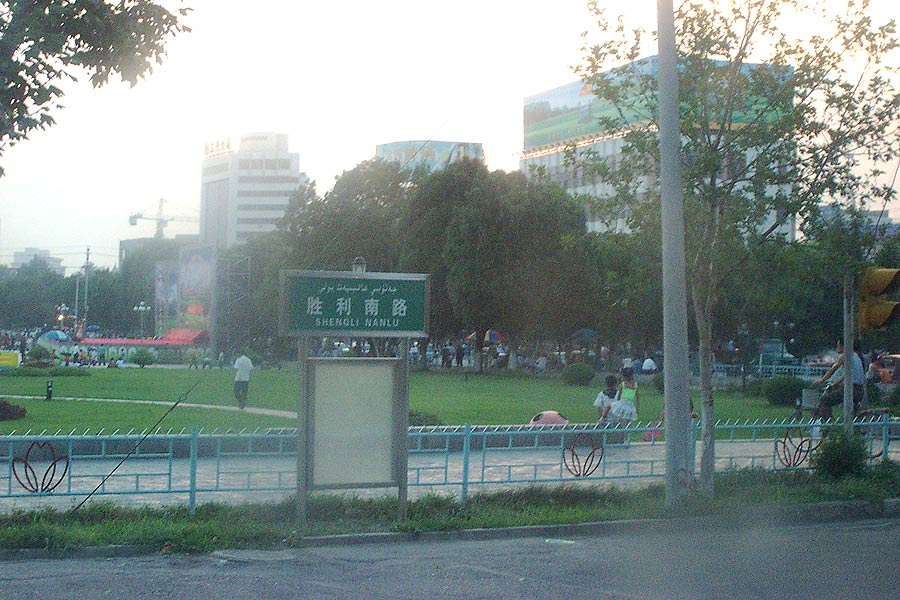
市區

伊犁州直辖3个县级市、7个县、1个自治县、2个地区。
- 县级市：伊宁市、奎屯市、霍尔果斯市
- 县：伊宁县、霍城县、巩留县、新源县、昭苏县、特克斯县、尼勒克县
- 自治县：察布查尔锡伯自治县
- 地区：塔城地区、阿勒泰地区

### 行政地位争议

#### 管辖地区权限依据问题
伊犁哈萨克自治州管辖3个专区，需要设立相应的专员公署，作为它的派出机关。为解决这个问题，1958年6月由全国人大常委会批准的《伊犁哈萨克自治州各级人民代表大会和各级人民委员会组织条例》曾明确规定：“自治州人民委员会在必要的时候，经新疆维吾尔自治区人民委员会报请国务院批准，可以设立若干专员公署，作为它的派出机关。”但是这个组织条例连同其它民族自治地方的同类条例已于1987年由全国人大常委会一并废除。1979年颁布、1986年修订的《地方各级人民代表大会和地方各级人民政府组织法》只规定“省、自治区人民政府在必要的时候经国务院批准，可以设立若干派出机关”，对自治州则没有这样的规定；1984年颁布的《民族区域自治法》也没有自治州可以设派出机关的规定——这样，伊犁哈萨克自治州设立派出机关就缺乏法律根据。但根据国务院1984年9月14日批准的国函〔1984〕135号文件，伊犁哈萨克自治州管辖伊犁地区、塔城地区、阿勒泰地区和县级奎屯市，事实上批准了伊犁哈萨克自治州下辖地区。
新疆的全国人大代表曾在1989年第七届全国人民代表大会第二次会议和1993年的第八届全国人大第一次会议上两次提案要求要求在《地方各级人民代表大会和地方各级人民政府组织法》和《民族区域自治法》等法律中明确规定新疆伊犁哈萨克自治州的行政地位。但全国人民代表大会民族委员会研究后回复：考虑到这是伊犁哈萨克自治州的特殊问题，地方人民代表大会组织法和民族区域自治法不便于解决这个特殊问题而作补充规定；建议在制定新疆维吾尔自治区自治条例和伊犁哈萨克自治州自治条例时作出规定。并称：新疆维吾尔自治区党委和政府领导同志都表示，今后工作中要让自治州对所属地区在人事、计划、财政、物资等方面真正管起来，尊重和帮助自治州自治机关行使自治权。为使自治州便于领导所属地区，自治州领导干部配备和待遇问题也要适当解决。而伊犁州自治条例与中国五个自治区自治条例迄今都没能颁布实施。综上可见，伊犁州的特殊的行政地位在法律上尚悬而未决；伊犁州领导塔城地区、阿勒泰地区所需要的领导干部配备和待遇级别仍是特殊处理。

#### 行政级别问题
1953年4月，中共中央批准的《新疆省民族区域自治实施计划草案》确定：以伊犁、塔城、阿勒泰3个专区建立以哈萨克为主的自治区，其行政地位相当于行政公署一级。1953年12月，经政务院批准成立伊犁哈萨克自治区，辖伊犁、塔城、阿山3个专区，属新疆省人民政府领导，行政地位相当于当时的行政公署一级。1954年11月，伊犁哈萨克自治区依宪法规定改为自治州，仍辖伊犁、塔城、阿勒泰3个专区。1984年9月，国务院又批文重申伊犁哈萨克自治州管辖伊犁、塔城、阿勒泰3个地区。1987年，全国人大常委会决定废止《伊犁哈萨克自治州各级人民代表大会和各级人民委员会组织条例》。1988年，广东省海南行政区升格为海南省，行署区彻底退出中华人民共和国行政区划序列。此后，伊犁州设置地区行政公署权限、行政级别等失去法律法规依据。1989年，全国人民代表大会民族委员会答复新疆全国人大代表提案时表示，伊犁哈萨克自治州设立派出机关的法律依据问题“建议在制定新疆维吾尔自治区自治条例和伊犁哈萨克自治州自治条例时作出规定”，“新疆维吾尔自治区党委和政府领导同志都表示……自治州领导干部配备和待遇问题也要适当解决”。
伊犁州2009年出版的《伊犁哈萨克自治州概况》指出，1987年经自治区党委和人民政府批准，伊犁州行政待遇调整，人大常委会主任、州长享受副省级待遇，政府各部门各级负责人按隶属关系享受副地级以下待遇，副地级以上职位由自治区任命。2023年9月11日，伊犁州政务服务管理局在人民网领导留言板上回复网友提问时，称“经核实，伊犁州的行政级别为正厅级”。其后，该局修改回复，表示“经伊犁州政务服务管理局核实，伊犁州的行政级别为副省级建制”。
但另一方面，当前伊犁州党委书记、州人大常委会主任、州人民政府州长个人明确为正地厅级，自治区高级法院伊犁州分院院长、人民检察院检察长个人则明确为副地厅级。同时，民政部行政区划统计中，则将伊犁州列为地级行政区（自治州）。

## 人口
根据2020年第七次全国人口普查，伊犁州直属县市常住人口为2,778,869人。同第六次全国人口普查的2,482,592人相比，十年共增加了296,277人，增长11.93%，年平均增长率为1.13%。其中，男性人口为1,420,505人，占总人口的51.12%；女性人口为1,358,364人，占总人口的48.88%。总人口性别比（以女性为100）为104.57。0－14岁的人口为612,100人，占总人口的22.03%；15－59岁的人口为1,836,105人，占总人口的66.07%；60岁及以上的人口为330,664人，占总人口的11.9%，其中65岁及以上的人口为228,316人，占总人口的8.22%。居住在城镇的人口为1,585,388人，占总人口的57.05%；居住在乡村的人口为1,193,481人，占总人口的42.95%。

### 民族
常住人口中，汉族人口874,379人，占总人口的35.22%；各少数民族人口1,608,213人，占总人口的64.78%。
| 民族名称                | 汉族    | 维吾尔族 | 哈萨克族 | 回族    | 东乡族 | 蒙古族 | 锡伯族 | 柯尔克孜族 | 乌孜别克族 | 撒拉族 | 其他民族 |
| ----------------------- | ------- | -------- | -------- | ------- | ------ | ------ | ------ | ---------- | ---------- | ------ | -------- |
| 人口数                  | 874,379 | 667,202  | 534,398  | 277,238 | 44,202 | 29,390 | 25,958 | 15,197     | 3,854      | 2,489  | 8,285    |
| 占总人口比例（%）       | 35.22   | 26.88    | 21.53    | 11.17   | 1.78   | 1.18   | 1.05   | 0.61       | 0.16       | 0.10   | 0.33     |
| 占少数民族人口比例（%） | ---     | 41.49    | 33.23    | 17.24   | 2.75   | 1.83   | 1.61   | 0.94       | 0.46       | 0.15   | 0.52     |

## 经济

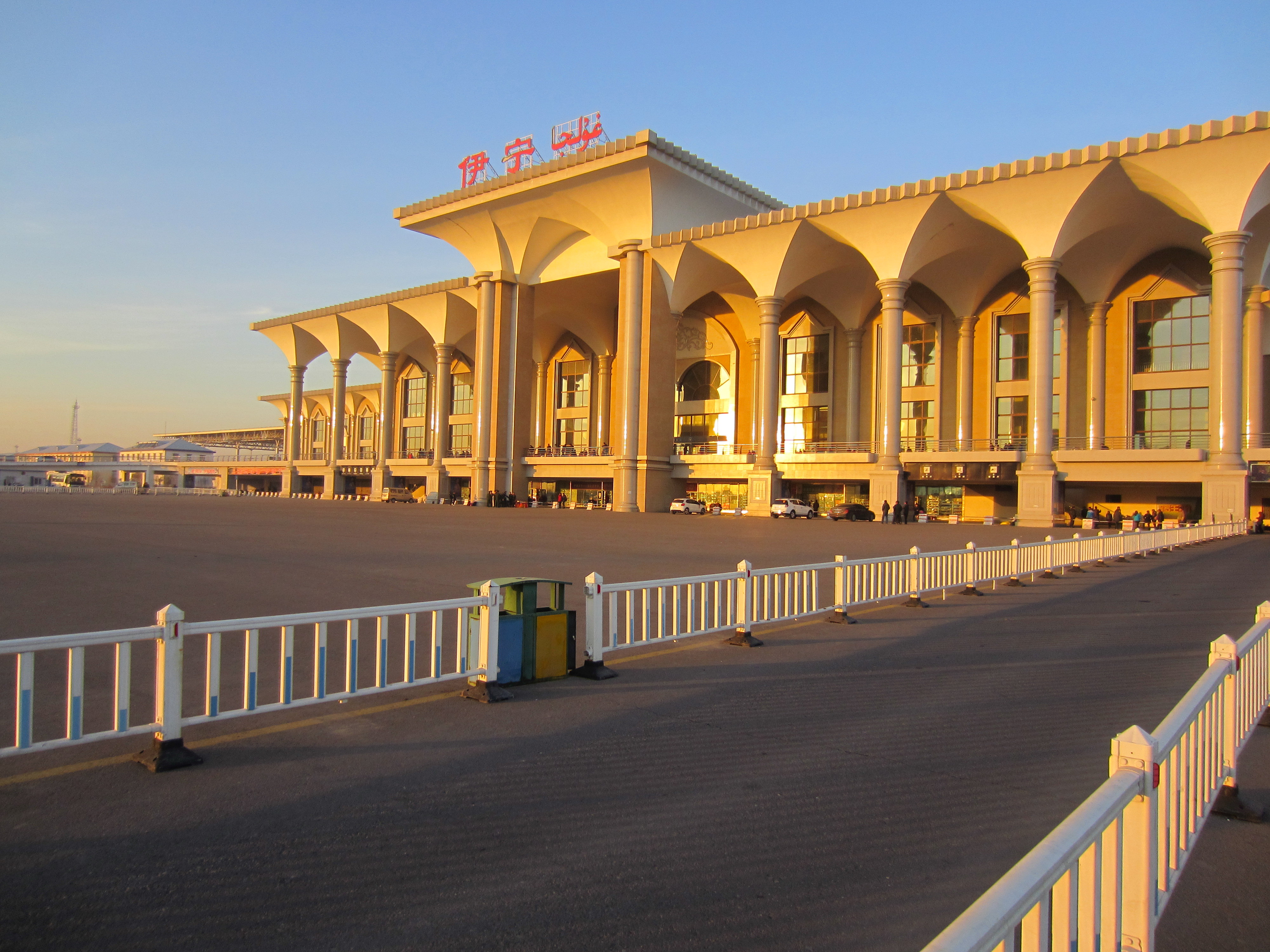
精伊霍铁路伊寧站

伊犁已建成了全国最大的薰衣草基地，并成为世界薰衣草八大知名产地之一。
- 伊犁酒：中国地理标志产品。

## 旅游
伊犁拥有以下国家5A级旅游景区：
- 那拉提旅游风景区
- 喀拉峻景区

## 全国重点文物保护单位
- 伊犁将军府
- 奴拉赛铜矿遗址
- 三海子墓葬及鹿石
- 切木尔切克石人及石棺墓群
- 吐虎鲁克·铁木尔汗麻扎
- 昭苏圣佑庙
- 平定准噶尔勒铭碑
- 速檀·歪思汗麻扎
- 靖远寺
- 塔城红楼
- 三区革命政府政治文化活动中心旧址
- 骆驼石旧石器遗址
- 道尔本厄鲁特森木古城遗址
- 哈纳喀及赛提喀玛勒清真寺宣礼塔
- 夏塔古城遗址
- 惠远新、老古城遗址
- 伊犁清代卡伦遗址
- 小洪纳海石人墓
- 拜吐拉清真寺宣礼塔
- 惠远钟鼓楼
- 纳达齐牛录关帝庙
- 伊宁陕西大寺
- 三区革命政府旧址
- 阔科克古墓群
- 大喀纳斯景区墓葬群